# Ligne 21A (Infrabel)
La ligne 21A est une ligne de chemin de fer belge du réseau Infrabel qui reliait Hasselt à Maaseik, sur les rives de la Meuse en face de la frontière avec les Pays-Bas. Abandonnée en 1941 entre Boksbergheide et As, au profit du contournement de Genk, elle est en partie remise en service (section de Y Boksbergheide à Genk (nouvelle gare) désignée comme ligne 21D). Au-delà de Genk, la ligne est désormais hors-service et en partie déposée.

## Historique
Le projet de réseau ferroviaire belge d'abord entrepris par les chemins de fer étatiques puis par une multitude de concessions accordées à des compagnies privées laissait de côté les chefs-lieux d'arrondissement de Virton et Maaseik, qui étaient les deux derniers non-encore concernés lorsqu'en 1866 le parlement approuve une loi portant sur l'établissement de deux concessions ferroviaires reliant ces deux villes au chemin de fer le plus proche.
En 1870, un financier[Qui ?] sollicite la concession de Maaseik, appuyé par un accord passé entre le gouvernement et la « Banque générale pour favoriser l'agriculture et les travaux publics ». La ligne peut être prolongée à titre éventuel entre Maaseik et les Pays-Bas, au moyen d'un pont sur la Meuse, mais cette extension ne fut jamais réalisée.
La ligne est mise en service dans sa totalité le 3 mars 1874. La section de Hasselt à Y Zonhoven existant déjà depuis 1866, faisant partie du chemin de fer de Hasselt à Eindhoven (futures sections des lignes 15 et 18).
Exploitée à simple voie et comptant à l'origine quatre stations : Genck (Genk), Asch (As), Eelen (Elen) et Maesyck (Maaseik).
C'est seulement en 1879 que la concession est formellement transférée à la « Société anonyme du chemin de fer de Maeseyck » créée par la Banque générale, lui apportant le personnel ainsi que le matériel : trois locomotives (no 1 à 3) de disposition 030T construites en 1873 par les Ateliers métallurgiques (Tubize type 10). En 1889, l’État belge rétrocède une 030T construite en 1839. En 1906 et 1910, deux locomotives-tender fabriquées en Allemagne s'ajoutent à l'effectif (no 5 et 6).
La compagnie est formellement rachetée par l’État belge le 1er janvier 1912. À cette date, la présence de charbon dans le sous-sol de Campine est déjà connue et les premiers puits sont en cours de fonçage. La Première Guerre mondiale met néanmoins les travaux à l'arrêt.

### Chemin de fer charbonnier
Après de multiples recherches infructueuses, André Dumont réalise un forage couronné de succès non loin de la gare d'As, découvrant ce qui s'avèrera être un vaste bassin houiller sans affleurement s'étendant sur les provinces de Limbourg et d'Anvers.
Les Chemins de fer de l’État belge projettent une série de voies ferrées complétant le maigre réseau existant et desservant au plus près les futurs sites d'extraction, dont plusieurs se situent autour de Genk. Mise en service en 1925-1926, la ligne des charbonnages est constituée de deux voies ferrées : Winterslag - Zolder - Beringen - Bourg-Léopold (actuelles lignes 15 et 18) et Boksbergheide - Winterslag - Zwartberg - Waterschei - As - Eisden. Une ligne directe de Genk à Bilzen en direction de Tongres et Liège (ligne 21C) complète le projet en 1932, tout comme le Canal Albert, ouvert à la navigation en 1939.
Contournant Genk, l'une des lignes se sépare de l'ancien tracé entre Boksbergheide et As. Elle est à double voie jusque Waterschei. La ligne de 1874 a également été mise à deux voies entre la bifurcation de Boksbergheide et l'entrée de Hasselt. Les gares de ce nouveau chemin de fer tourné vers les marchandises sont dotées de bâtiments en bois, utilisés par les voyageurs des nombreuses cités ouvrières. Les mines de charbon, dotées d'installations à la pointe du progrès technique, entrent pleinement en activité dans les années 1920-1930 (sauf Winterslag, en 1917).

### Déclin et fermeture
L'itinéraire, plus direct, de la ligne d'origine contournant les gares de triages à l'entrée de Genk générant un trafic jugé insuffisant, la SNCB reporte en 1941 l'ensemble des trains à destination d'As, Eisden et Maaseik par la ligne de contournement, malgré un trajet plus long de 5 km et l'abandon de la première gare de Genk. Les rails sont démontées par l'occupant Allemand en 1943 et une route a plus tard été réalisée à la place. Le tracé de la ligne 21 englobe cette déviation, modifiant les points kilométriques (PK).
En 1959, les trains de voyageurs sont supprimés sur la section d'As à Maaseik. Le trafic marchandises y subsiste jusqu'en 1979 et la voie est démantelée dix ans plus tard.
La fermeture progressive des charbonnages provoque l'abandon des dessertes voyageurs au-delà de Genk en 1983. La ligne de Winterslag à As ainsi que la ligne 21B vers Eisden sont officiellement abandonnées en 1989 bien que des trains de déchets destinés à être enfouis à Eisden circulent sporadiquement jusqu'en 1992.
L'association Kolenspoor s'est constituée afin de réaliser une desserte touristique de la ligne 21B As - Eisden mais le mauvais état de la voie finit par avoir raison du projet vers 2014. Le matériel ainsi qu'un petit chemin de fer à voie étroite toujours en activité sont visibles en gare d'Eisden. Entre Winterslag et As, la voie a disparu en de nombreux endroits ; plusieurs centaines de mètres, à double voie et électrifiés, sont néanmoins utilisés pour refouler les trains de marchandises de la gare de Genk-Goederen (Genk-marchandises ex-Winterslag).

### Modernisation
À l'inverse, la ligne venant de Hasselt est électrifiée en 1979 et prolongée vers le centre de Genk par la ligne 21D aboutissant à la nouvelle gare de Genk, remplaçant les installations voyageurs de Winterslag, fort excentrées. La halte de Bokrijk est rouverte la même année, permettant la desserte du domaine provincial de Bokrijk tandis que la halte de Boxbergheide aura une existence plus brève (1979-1984). Une autre halte, Kiewit, a quant à elle ouvert en 1972. Elle a accueilli de nombreux trains spéciaux acheminant les festivaliers au Pukkelpop.
La fermeture des charbonnages n'a pas eu raison de l'industrie de Genk, entraînant l'électrification de la ligne 21C en 2022. Les lignes 21C et 21A voient passer un trafic marchandises conséquent. Toujours en 2022, l'ancien pont sur le canal Albert à l'entrée de Hasselt est remplacé par un ouvrage au tirant d'air plus élevé.